# Witold Pahl
Witold Pahl (ur. 7 grudnia 1961 we Wrocławiu) – polski prawnik i polityk, poseł na Sejm VI i VII kadencji (2007–2015), członek Trybunału Stanu (2015–2016, 2019–2023), zastępca prezydenta m.st. Warszawy (2016–2018), poseł do Parlamentu Europejskiego IX kadencji (2023–2024).

## Życiorys
Syn Jerzego i Haliny. W 1985 ukończył studia na Wydziale Prawa i Administracji Uniwersytetu im. Adama Mickiewicza. Pracował jako kurator sądowy, prowadził później własną działalność gospodarczą. Uzyskał uprawnienia radcy prawnego. W 2015 na SWPS Uniwersytecie Humanistycznospołecznym uzyskał stopień doktora nauk prawnych na podstawie pracy pt. Status prawny posłów na Sejm Rzeczypospolitej Polskiej. Studium konstytucyjno-prawne.
W 2006 z listy Platformy Obywatelskiej został wybrany na radnego Gorzowa Wielkopolskiego. W wyborach parlamentarnych w 2007 uzyskał mandat poselski, otrzymując w okręgu lubuskim 14 135 głosów. W 2009 objął funkcję przewodniczącego sejmowej Komisji Nadzwyczajnej do rozpatrzenia poselskich projektów ustaw o zmianie Konstytucji Rzeczypospolitej Polskiej. W wyborach w 2011 z powodzeniem ubiegał się o reelekcję, dostał 7235 głosów. W VII kadencji Sejmu został wiceprzewodniczącym Komisji Ustawodawczej i przedstawicielem Sejmu w Krajowej Radzie Prokuratury, a później w Krajowej Radzie Sądownictwa. 67 razy reprezentował Sejm przed Trybunałem Konstytucyjnym.
W 2015 zrezygnował ze startu w kolejnych wyborach parlamentarnych. 18 listopada 2015 z rekomendacji PO wybrany na członka Trybunału Stanu. 11 grudnia 2015 złożył ślubowanie sędziowskie.
We wrześniu 2016 został powołany na stanowisko wiceprezydenta Warszawy, funkcję tę pełnił do końca kadencji Hanny Gronkiewicz-Waltz w 2018. W 2019 bezskutecznie kandydował do Parlamentu Europejskiego z listy Koalicji Europejskiej (otrzymał 6520 głosów) oraz do Sejmu z ramienia Koalicji Obywatelskiej (dostał 6873 głosy). 21 listopada 2019 ponownie został wybrany do Trybunału Stanu. Zrezygnował z tej funkcji w październiku 2023.
W listopadzie 2023 objął mandat europosła IX kadencji zwolniony przez Bartosza Arłukowicza. W 2024 z ramienia KO bez powodzenia startował w kolejnych wyborach europejskich (otrzymał 5768 głosów).

## Odznaczenia
- 2016: Odznaka Honorowa za Zasługi dla Województwa Lubuskiego[16]